# بعدازظهر یکشنبه در جزیره گراند ژات
بعدازظهر یک‌شنبه در جزیره گراند ژات (به فرانسوی: Un dimanche après-midi à l'Île de la Grande Jatte) مشهورترین اثر نقاش فرانسوی ژرژ سورا (۱۸۵۹ - ۱۸۹۱ میلادی) است. این اثر که خلق آن حدوداً دو سال (بین سال‌های ۱۸۸۴ و ۱۸۸۶ میلادی) طول کشید، نقطه عطفی در امپرسیونیسم به حساب می‌آمد که سورای جوان را از پیشگامان سبک نقطه‌چینی (به انگلیسی: Pointillism) در پست امپرسیونیسم و خالق یکی از منحصر به فردترین آثار هنری قرن نوزدهم میلادی قرار داد.
جزیره گراند ژات که در فرانسوی به معنای دیس بزرگ است، در رودخانه سن در پاریس قرار گرفته‌است و در اواخر قرن نوزدهم میلادی، تفرجگاهی محبوب برای ساکنین پاریس به حساب می‌آمد. نقاش در این کار با پیروی از سبک استادانی چون کلود مونه و پیر آگوست رنوار در انتخاب محدوده و موضوعی معمولی برای نقاشی که نه شامل رویدادی تاریخی و نه سرشار از احساس باشد، همچنان در خط قرمزهای امپرسیونیسم حرکت می‌کند اما چیزی که این اثر را در زمره شاهکارهای هنری قرار داد، نقاش جوانی بود با یک تئوری علمی در نورشناسی و اثبات این که نقاشی به صورت نقطه نقطه، سطحی روشن‌تر از نقاشی با ضربات کلاسیک قلم مو به وجود می‌آورد.

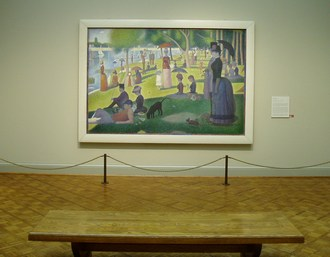
نمایی از این اثر در مؤسسه هنر شیکاگو

سورا تنها ۲۶ سال داشت وقتی این اثر در هشتمین و آخرین نمایشگاه امپرسیونیست‌ها به نمایش گذاشته شد. ابعاد نجومی کار (تقریباً دو در سه متر)، تکنیک منحصر به فرد رنگ آمیزی و چیدمان موضوعی اثر، بلافاصله باعث به وجود آمدن شکاف در جامعه شکننده امپرسیونیست‌ها شد طوری که محققین سیر تکامل آثار هنری، ایجاد نئوامپرسیونیسم را با تاریخ آخرین نمایشگاه امپرسیونیسم و نمایش این اثر هم‌زمان می‌دانند. سورا تنها ۵ سال پس از خلق این اثر در سال ۱۸۹۱ میلادی از دنیا رفت.
این اثر هم‌اکنون در مؤسسه هنر شیکاگو نگهداری می‌شود.

## نگارخانه

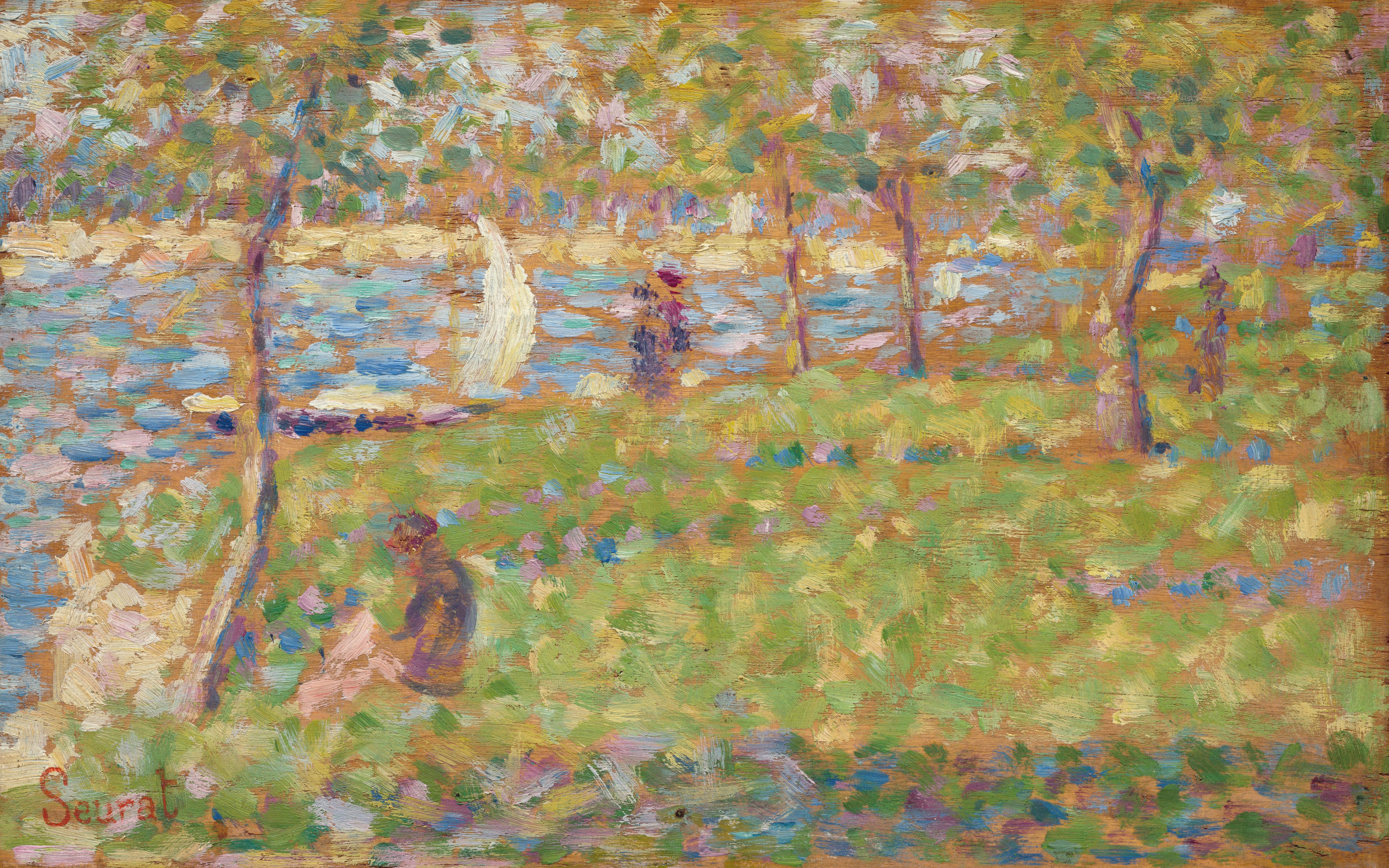
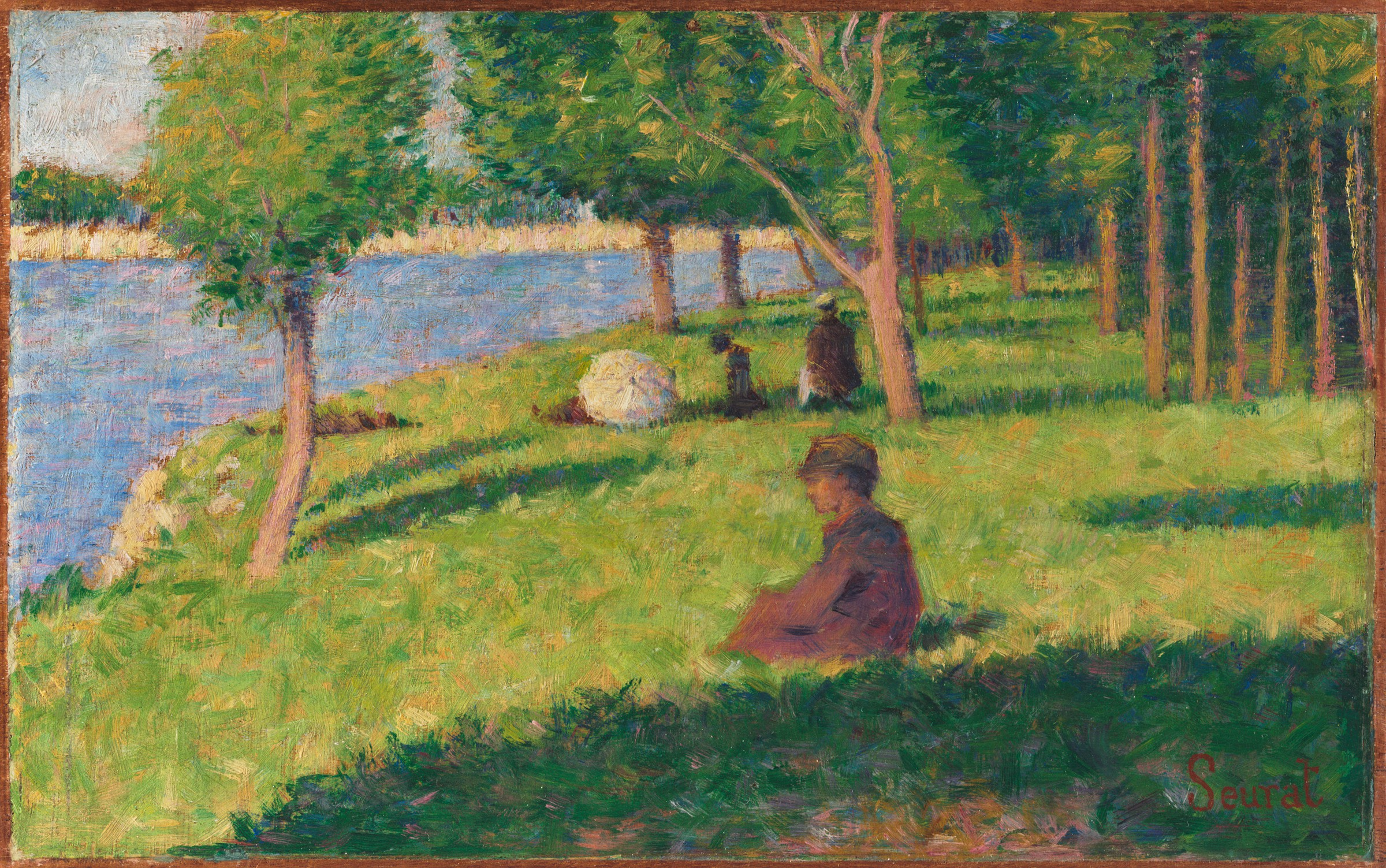
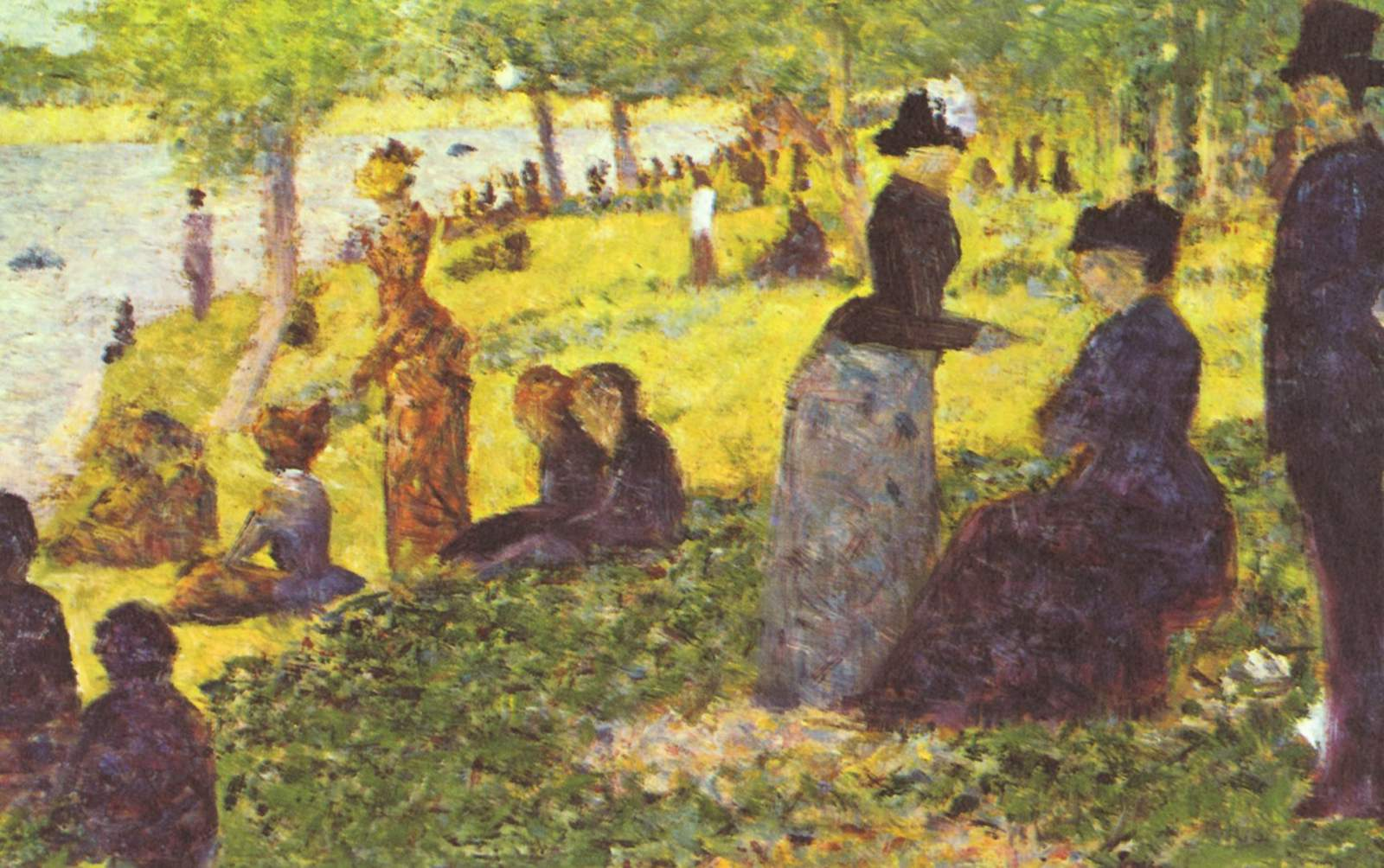
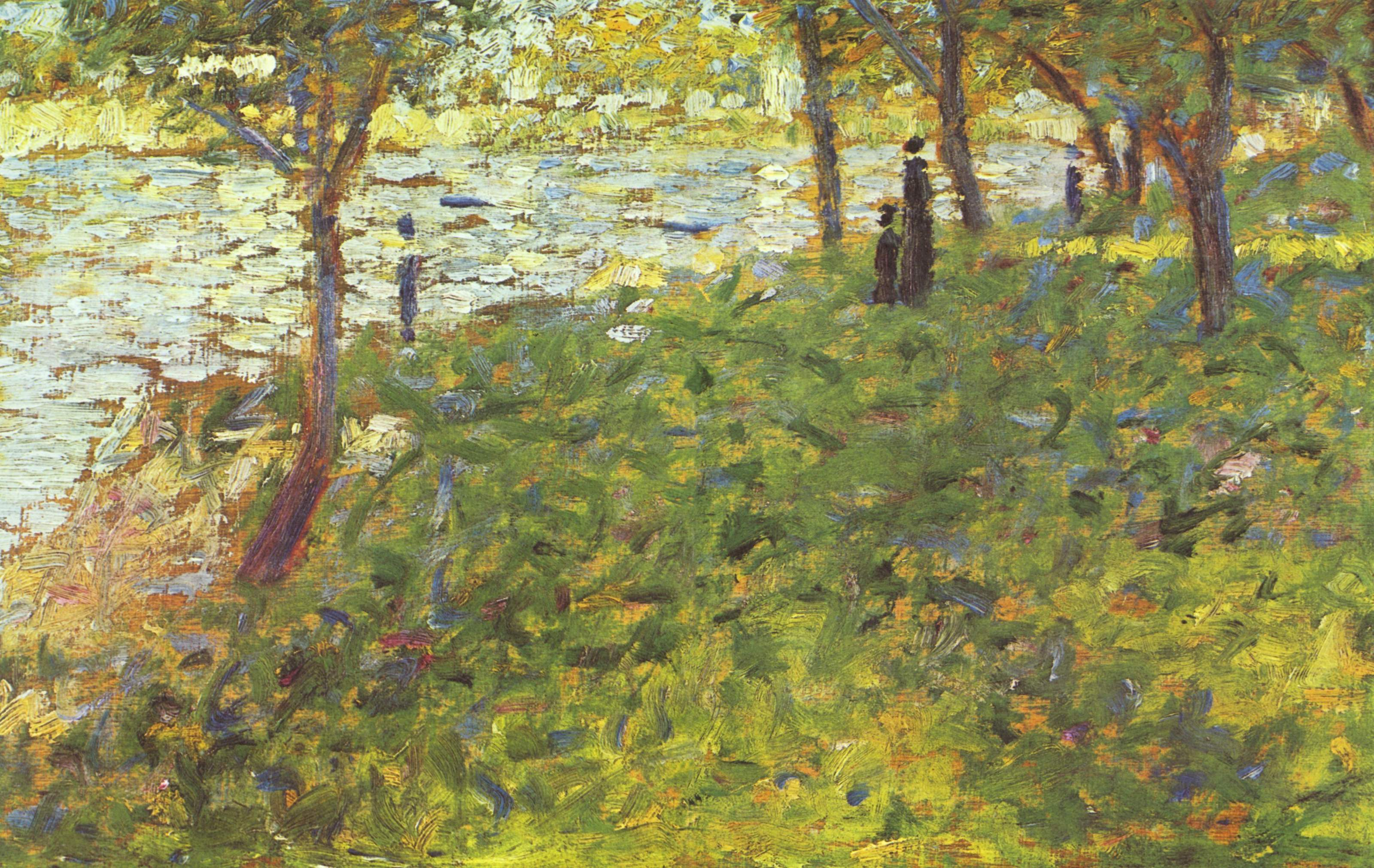
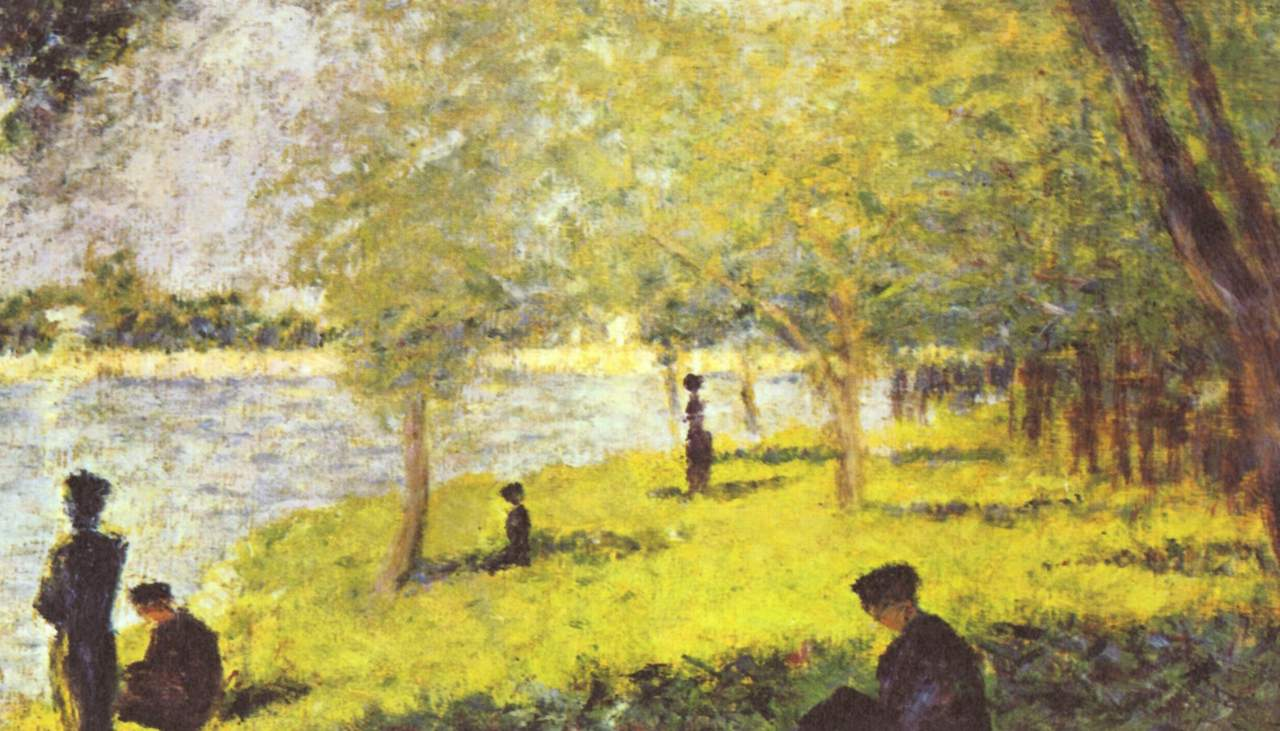
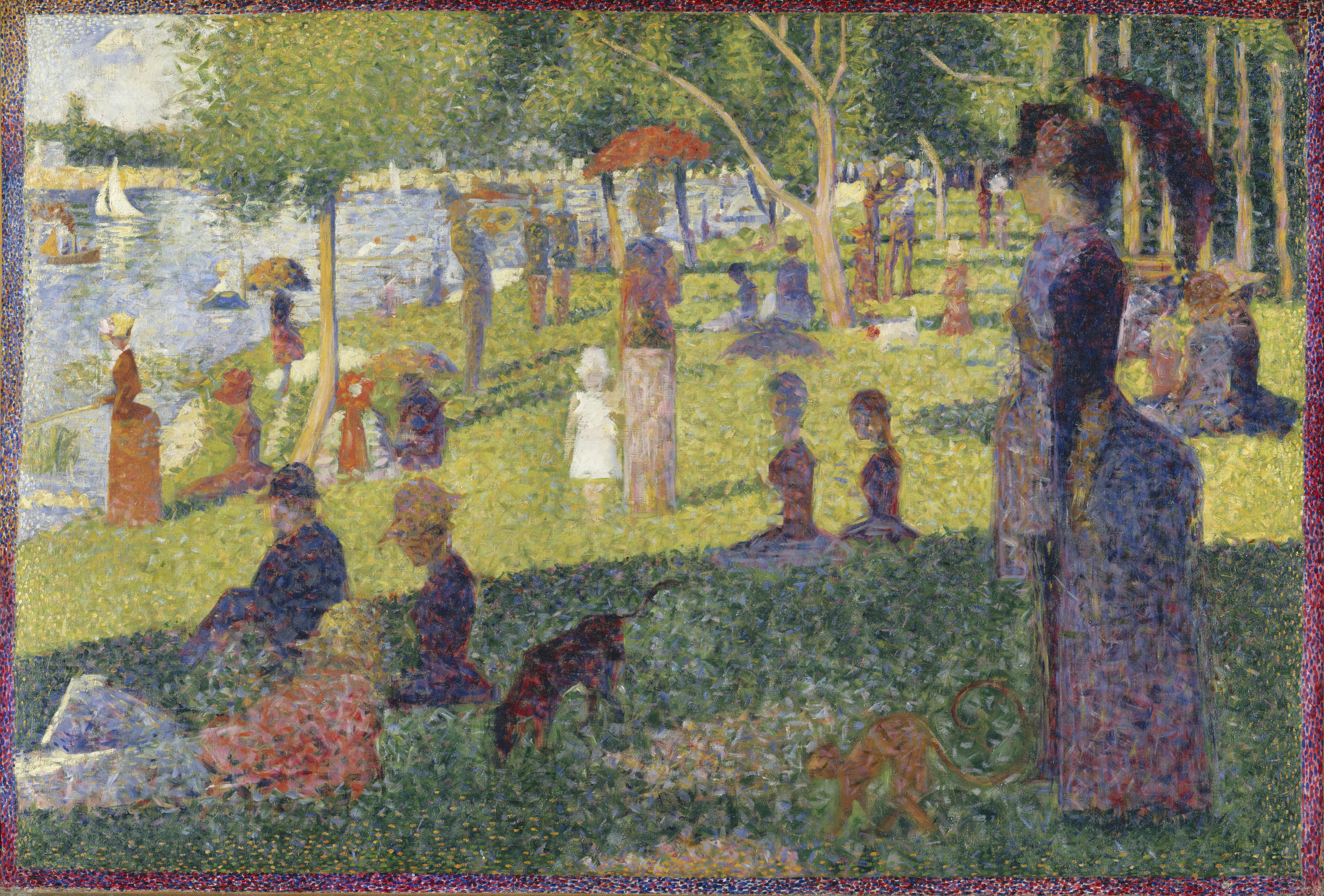
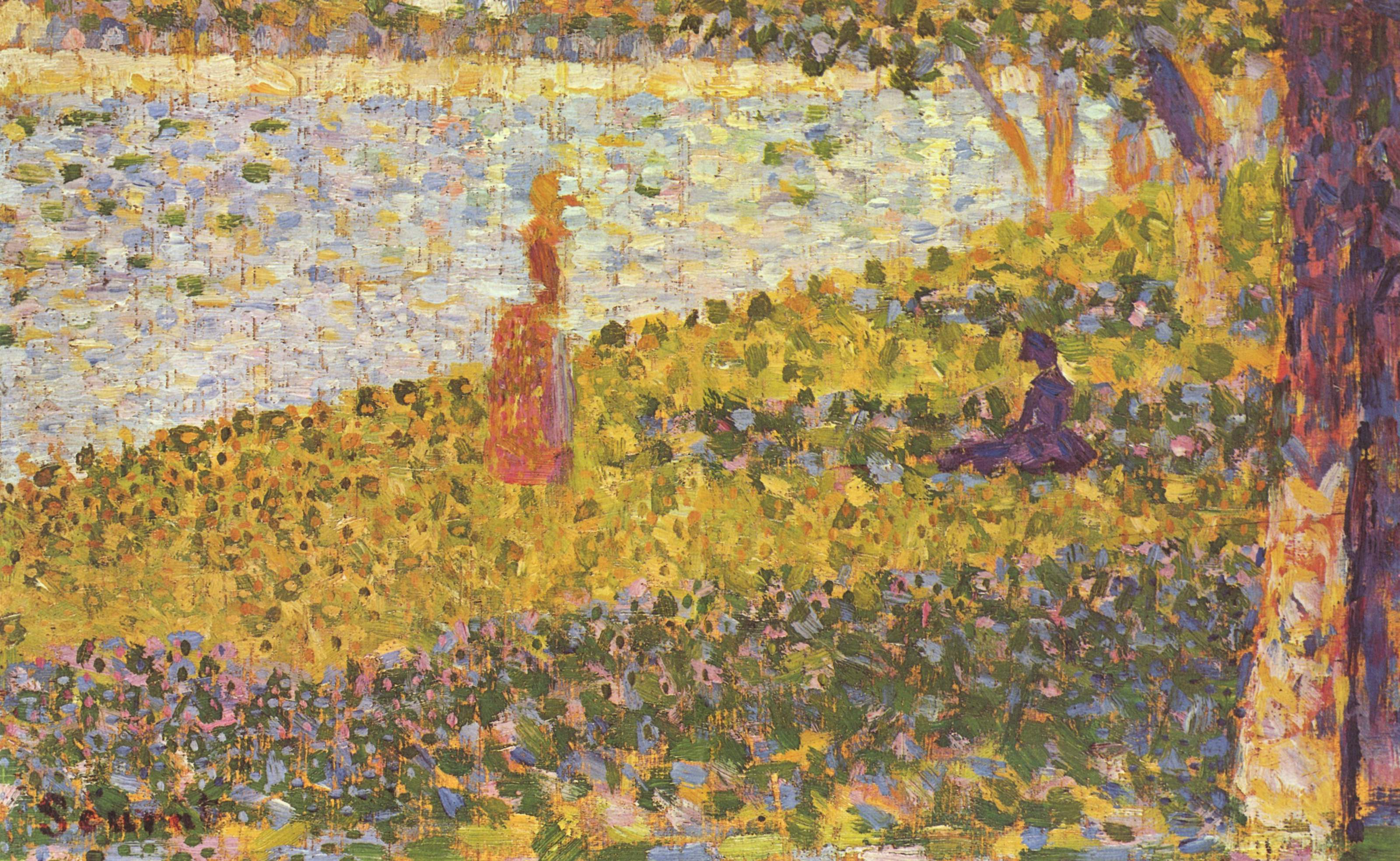